# Fischertechnik

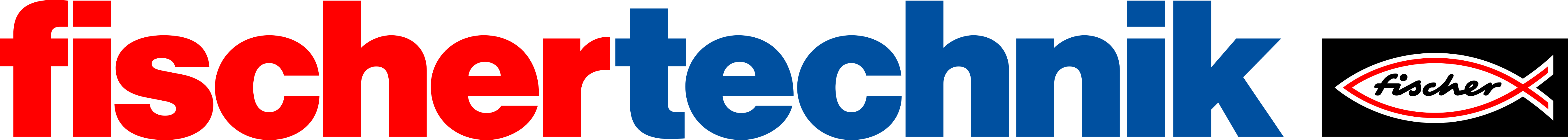
Logo der Fischertechnik GmbH

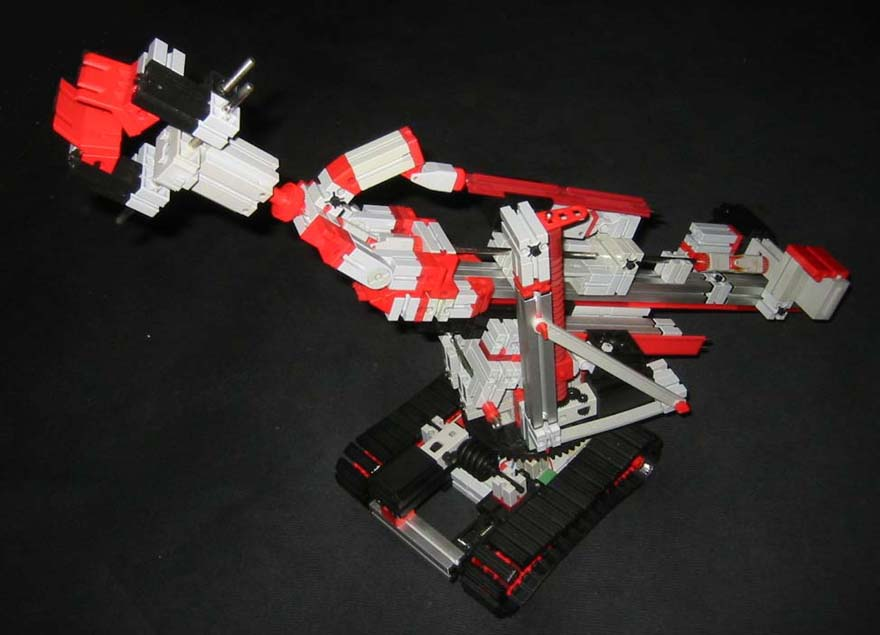
Mit Fischertechnik gebautes Modell eines fahrbaren Bergungsroboters

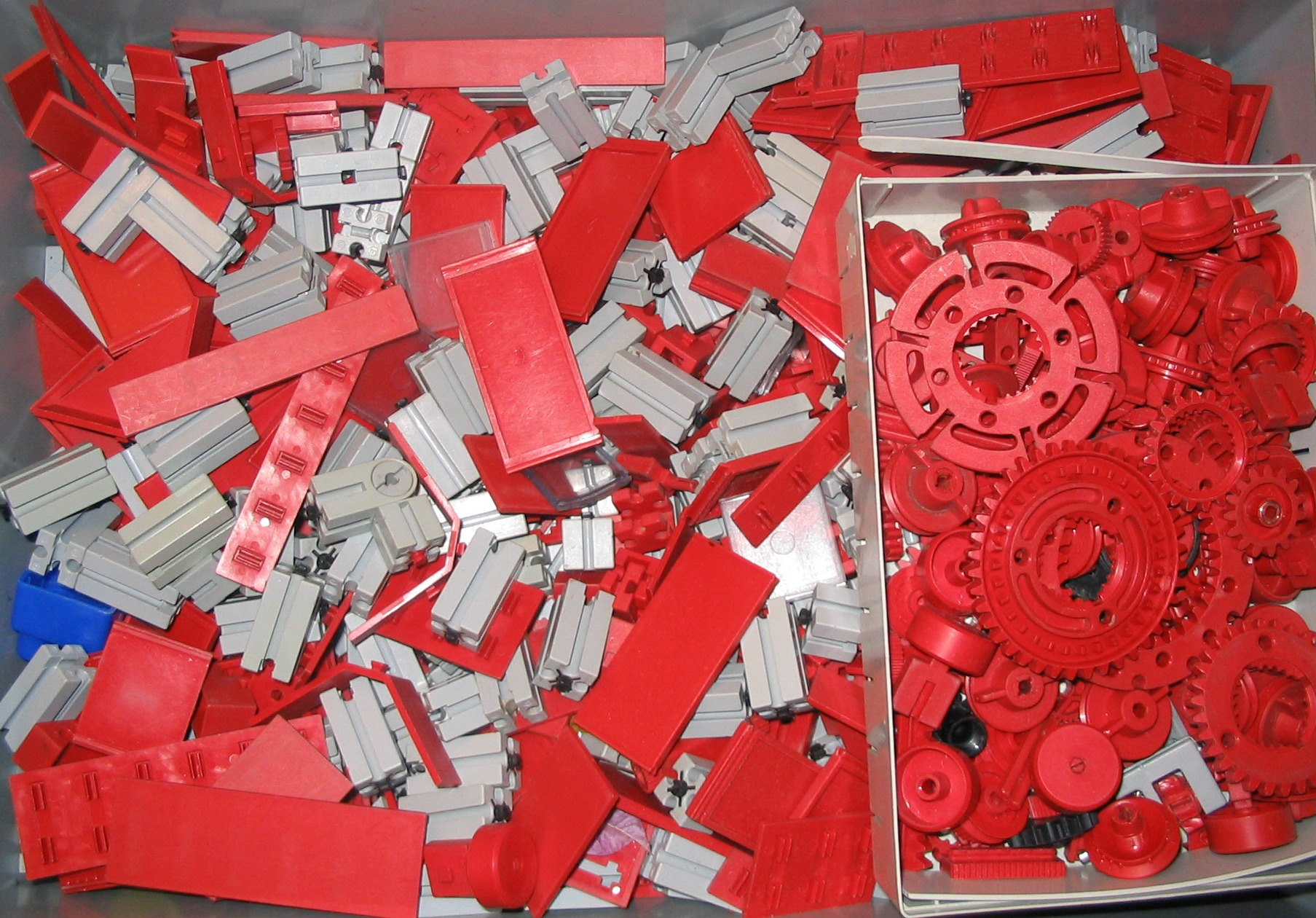
Kramkiste mit klassischen Fischertechnik-Elementen

Fischertechnik (Eigenschreibweise fischertechnik) ist ein Konstruktions-Baukastensystem für Kinder, für die technische Aus- und Weiterbildung und für Forschung und Entwicklung. Die Baukästen bestehen aus Grundbausteinen aus Kunststoffen und Bauelementen wie Achsen, Getrieben, Motoren, Statikteilen, Zahnrädern oder Sensoren.
Die Baukästen werden von der Fischertechnik GmbH hergestellt und vertrieben, wobei der Endkunden-Vertrieb von einem externen Vertriebsunternehmen übernommen wird. Fischertechnik ist ein Geschäftsbereich der Unternehmensgruppe Fischer und fertigt ausschließlich in Deutschland.

## Aufbau des Systems

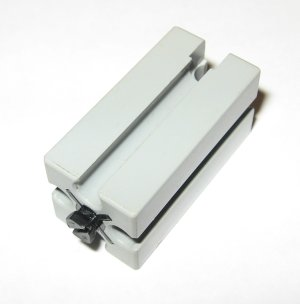
Der graue Grundbaustein (30 mm lang)

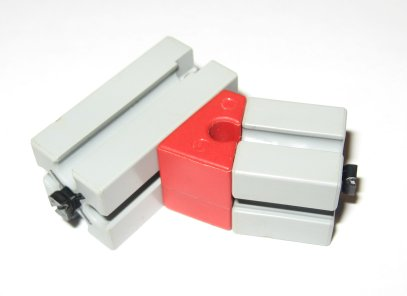
Die Bausteine werden durch das Nut-Feder-System miteinander verbunden.

Das Fischertechnik-System beruht auf einem Baustein, an den an allen sechs Seiten angebaut werden kann. Er hat dazu an einem Ende einen Zapfen, der in die Nuten an den Längsseiten und der dem Zapfen gegenüberliegenden Seite geschoben werden kann. Durch diese in den 1960er Jahren patentierte Anbaubarkeit an allen sechs Seiten und die Möglichkeit, die Bausteine in den Nuten der Längsseiten beliebig gegeneinander zu verschieben, ist das System auch über das Grundraster von 15 Millimeter hinaus flexibel.
Das System soll spielerisch technische Sachverhalte vermitteln. Lange stand vor allem die Funktion der Modelle im Mittelpunkt. Die Grundbausteine sowie die Statikteile wurden aus grauem, besondere Bausteine wie Winkelsteine und Bauplatten aus rotem Granulat gefertigt. Anfang der 80er-Jahre kamen blaue und gelbe Bauelemente hinzu. 1989 wurde ein neues Farbkonzept eingeführt: Die Grundbausteine sind nun schwarz (seit 2006 beim Baukasten ADVANCED Automobile auch rot und seit 2009 beim Baukasten Big Bulldozer außerdem gelb) und die Statikteile gelb (bei einigen Modellen seit der Jahrtausendwende auch schwarz oder rot). Rote Teile blieben rot. Seit 1983 gibt es in einigen Baukästen bis zu 75 cm lange Aluprofile, die stabiler als eine Reihe aus Kunststoff-Bausteinen sind.

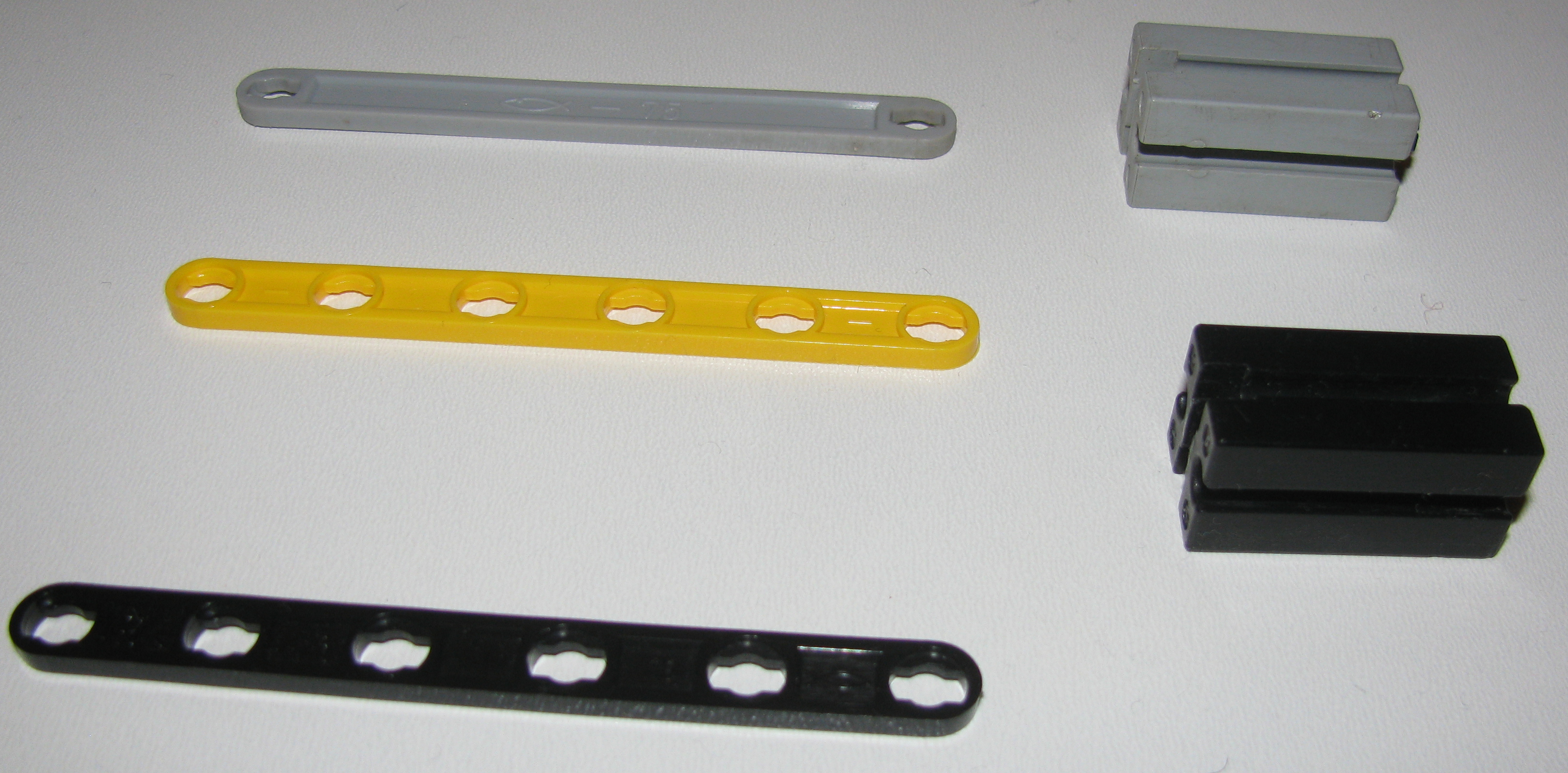
Fischertechnik Bausteine in „klassischer“ (oben) und neuer Farbgebung (unten)

Die Bausteine werden in der Regel in thematisch orientierten Baukästen angeboten. Da das 15-Millimeter-Raster aller Bauelemente unverändert beibehalten wurde, sind die Bausteine aller Baukästen weitgehend kompatibel.

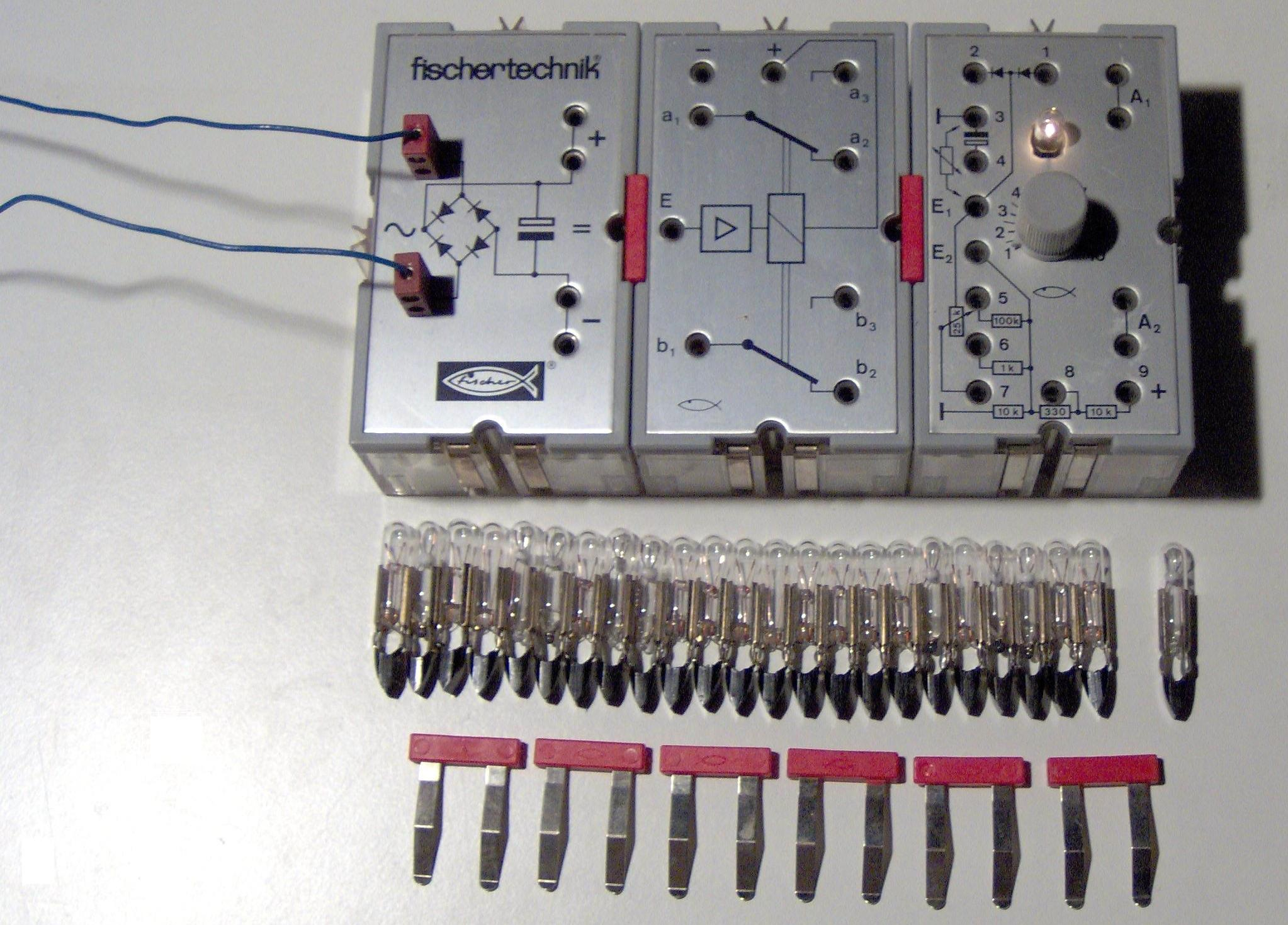
Elektronikbausteine (auch Silberlinge genannt): Gleichrichter, Relais und Verstärker sowie steckbare Glühlämpchen (auch Telefonlämpchen genannt) und Verbinder

Als Systemkomponenten sind oder waren verfügbar:
- Bausteine: Grundbausteine, Verbindungselemente, Räder
- Antriebstechnik: Motoren, Getriebesätze, Zahnräder, Antriebsschnecken, Zahnstangen
- Statikbausteine: Winkel- und U-Träger sowie Streben für den Windverband
- Elektromechanik: Schalter, Lampen, Elektromagnete
- Elektronik: Foto- oder Tastsensoren, Differenzverstärker, Schaltstufen, Digitalbausteine
- Optik: Linsen, Lichtleiter, Spiegel (bis 1980er-Jahre)
- Pneumatik: Kompressor, Ventile, Kolben
- Computing: Controller, Software, Sensoren

## Geschichte des Systems

### 1965–1969
Fischertechnik wurde 1964 ursprünglich als Weihnachtsgeschenk für die Kinder von Geschäftspartnern entwickelt. Aufgrund der guten Resonanz wurde 1965 die Entscheidung getroffen, diese Erfindung als Baukastensystem auf dem Markt anzubieten. Die ersten 1000 Baukästen spendete der Erfinder Artur Fischer (1919–2016) zu Weihnachten 1965 der Aktion Sorgenkind.
Im Frühjahr 1966 wurde Fischertechnik am Markt eingeführt. Neben drei Grundkästen wurden fünf Ergänzungskästen angeboten. Die Grundfarbe der Verpackung war blau, der Fischertechnik-Schriftzug darauf weiß und rot. Auf den Kästen waren spielende Kinder abgebildet. Diese ersten Kästen waren relativ groß, die einzelnen Bausteine lagen in einer tiefgezogenen Kunststoffeinlage, was den Kästen den Spitznamen „Pralinenpackung“ eintrug. Das neue Baukastensystem erhielt in Frankreich die Auszeichnung „Meilleur Jouet 1966“ („bestes Spielzeug“), in den Jahren 1966 und 1967 die Auszeichnung „Diplôme du meilleur jouet“, und 1970 die höchste französische Auszeichnung für Spielzeuge, den „Oscar du Jouet“.
1967 erschien der erste Verkaufsprospekt, in welchem das ganze Fischertechnik-Sortiment aufgezeigt wurde. Das Baukastensystem wurde um Motor und Getriebe erweitert, zunächst mit Batteriekasten, etwas später mit Netzteil. Ein kleinerer Grundkasten ermöglichte den Einstieg. Neue Zusatzkästen boten die Möglichkeit, weitere Elemente wie zum Beispiel Reifen, Achsen, Zahnräder etc. nachzukaufen. 1968 kam ein Elektromechanikbaukasten hinzu und im Folgejahr ein Elektronikbaukasten.
1968 wurde der Fischertechnik-Fanclub gegründet, in dem die Mitglieder mit der Club-Zeitschrift über Neuheiten auf dem Laufenden gehalten wurden.
1969 wurde das Programm durch den ersten Elektrobaukasten erweitert. Dieser enthält einen Elektronikschaltstab, der mit den mitgelieferten Leuchtsteinen, Lochblenden, Linsen und Spiegeln den Aufbau von optischen Schaltungen und Versuchen ermöglicht.

### 1970–1980
Die Statikbaukästen des Jahres 1970 ermöglichten den Bau größerer Modelle wie Krane, Türme oder Brücken. Mit der neuen Produktlinie hobby sollten Erwachsene als neue Zielgruppe angesprochen werden. Die Kästen waren weitgehend baugleich mit der Serie von Baukästen für den Schulunterricht. 1972 erschienen Vorstufe-Kästen für Kinder im Kindergartenalter mit kleineren Rädern, die an die Bauplatten gesteckt werden, und Verkleidungsplatten, die auf die normalen Bausteine geklippst werden konnten. Der 1974 aufgelegte hobbywelt-Kasten ermöglichte die Bearbeitung von Schaumpolystyrol (Styropor). Damit konnten die Fischertechnik-Modelle in Landschaften integriert oder verkleidet werden. Im gleichen Jahr erschien ein Hubgetriebe, das die Funktion von Hydraulikzylindern nachbildete.

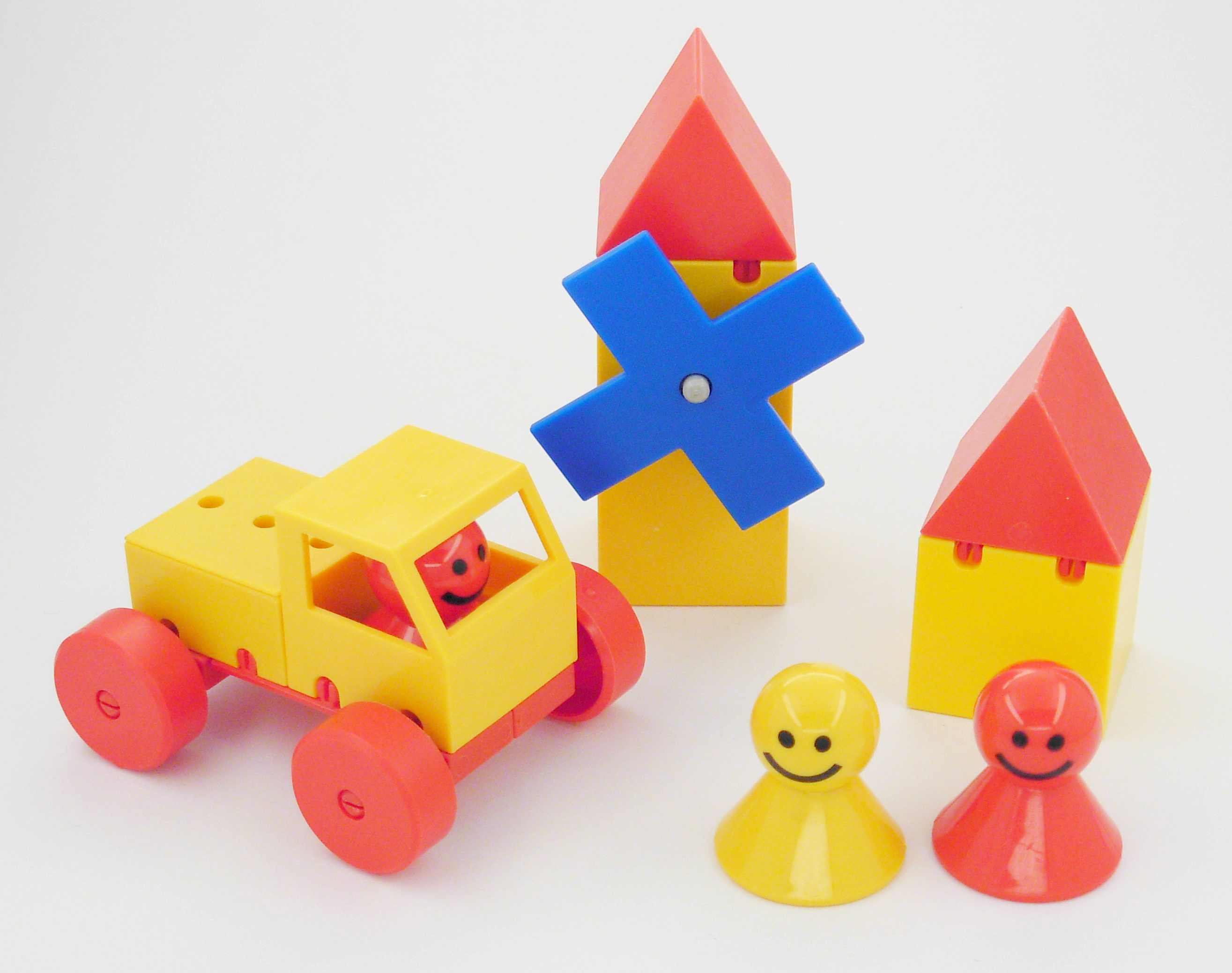
Teile aus dem Vorschulprogramm 2bis6

1976 wurden unter der Bezeichnung 2bis6 (später als 3bis6 bezeichnet) Baukästen für Vorschulkinder präsentiert. Damit kamen erstmals gelbe und blaue Bausteine sowie Spielfiguren ins Programm. Für die Fanclub-Mitglieder gab es einen neuen Mitgliedsausweis in der Form eines Schlüsselanhängers. 1977 kamen zwei neue Baukästen auf den Markt, mit welchen die Grundkenntnisse in der Elektronik und der Digitaltechnik vermittelt werden sollten. Ab 1978 wurde das Programm durch Themenkästen ergänzt.

### 1981–1984
1981 präsentiert sich Fischertechnik einheitlich mit dem Schriftzug „Fischertechnik“ in den Farben rot/blau auf allen Verpackungen. Ab 1981 änderten die Modelle durch rote, gelbe und blaue Bauelemente ihr Erscheinungsbild. Im gleichen Jahr erschien der Ergänzungskasten Pneumatik. Mittels Pneumatikzylindern und manuell zu bedienender Ventile ließen sich Modelle nun mit Druckluft steuern. Zur Drucklufterzeugung standen ein motorisierter Kleinkompressor sowie eine Handpumpe zur Auswahl. Später kamen Kompressoren aus Fischertechnik-Elementen hinzu. Im Folgejahr erschienen mit Wasser befüllbare Zylinder, die so Hydraulikfunktionen nachbildeten. Zur Unterscheidung zu den blauen Pneumatikzylindern waren die Hydraulikzylinder grün.
1983 erschien eine 4-Kanal-Fernsteuerung. Diese war durch einen zweiten Empfänger auf acht Kanäle erweiterbar. Damit war die Fernsteuerung von Großmodellen möglich.
Sieben der damals insgesamt 14 neuen Fischertechnik-Baukästen thematisierten den Motorsport. Das Programm umfasste drei Rennwagen, Löschwagen, Einsatzwagen, Transportwagen, Boxenstand, Rettungshubschrauber und Rettungswagen. 1984 kamen die größten Baukästen auf den Markt, der große Turmdrehkran sowie der Containerkran.

### 1985–1988

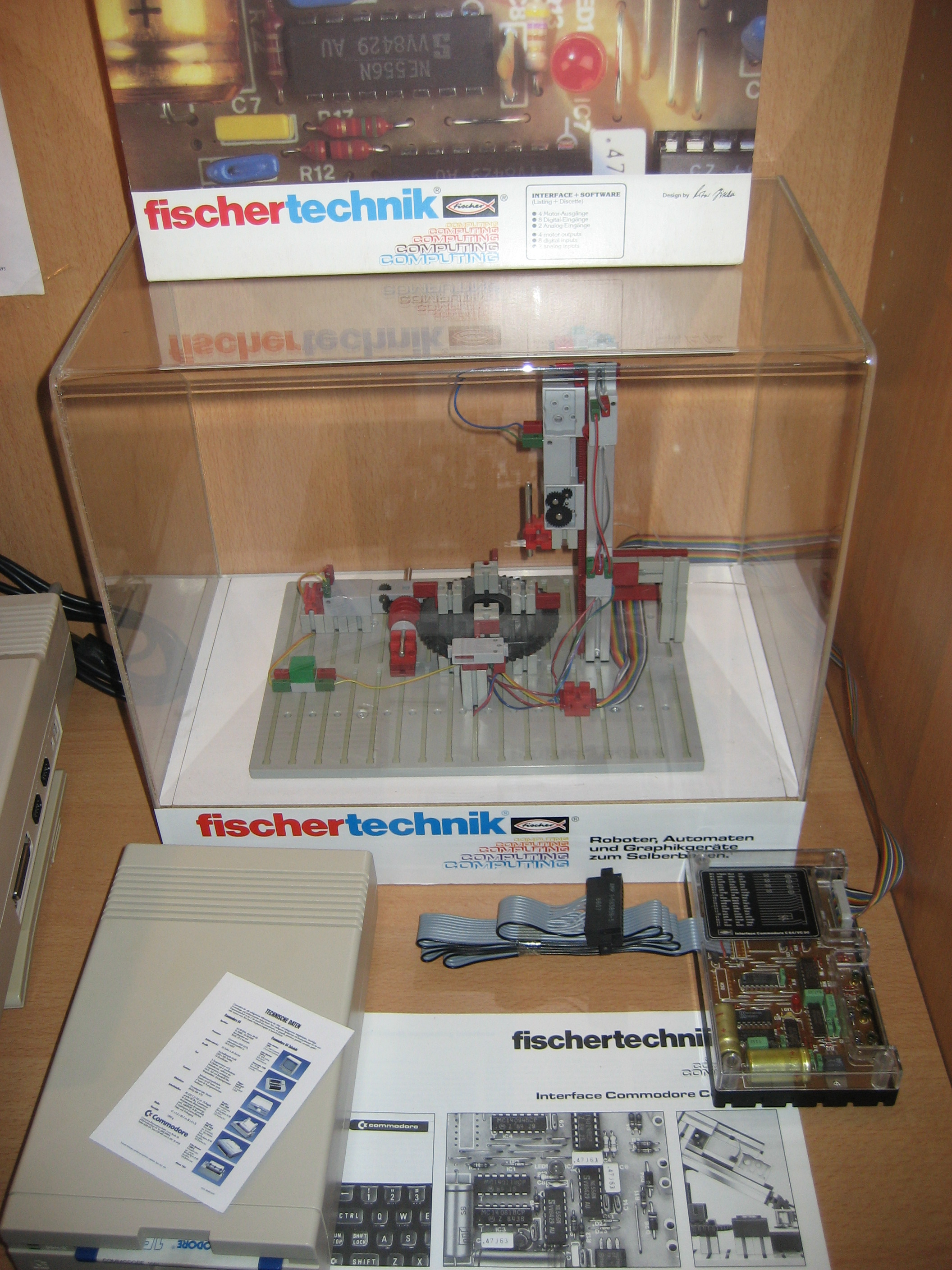
Fischertechnik Computing mit C64 Interface

Mit Computing, Trainings-Roboter und Plotter-Scanner stieg Fischertechnik in die Computertechnik ein. Interfaces für alle damals gängigen Heimcomputer erschienen, darunter Apple II, Acorn und Commodore 64, später auch für Schneider, Atari ST und IBM-PCs. Programmiersprachen zum Ansteuern der Modelle waren u. a. GW-BASIC, Turbo Pascal und bei späteren Baukästen (1991) auch das hauseigene Programmierwerkzeug Lucky Logic.
Im Jahr 1987 wurde der Fischertechnik-Fanclub wieder aufgenommen, nach einer Pause seit 1980. Die neue Zeitschrift für Club-Mitglieder erhielt den Namen Fan Club News und erschien erstmals im Jahr 1987.
Siehe auch: Programmiersprachen für Kinder

### 1989–1995
Fischertechnik erneuerte das ganze Programm und brachte mit der Master-Baukastenserie ein neues Konzept, welches auf dem Master-Grundbaukasten aufbaute und durch die Master-Plus-Ergänzungspackungen erweitert werden konnte.
Für dieses neue Baukastenprogramm wurden zahlreiche neue Bauteile entwickelt und es kam zu einer bunten Farbgebung: So wurden die Grundbausteine in Schwarz und die Statikbauteile in Gelb gefertigt. 1991 wurde die Stromversorgung einheitlich auf 9 Volt geändert, erste aufladbare Akkus erschienen jedoch erst 1998.
Mit den Profi-Baukästen kam eine neue Baukastenreihe in den Handel, die mit Modellen die Anwendung von Technik im Alltag näherbringen sollten. Auch der Computing-Bereich wurde erneuert, und mit der neuen Software LLWin for Windows war diese auch unter dem verbreiteten Betriebssystem Windows lauffähig.

### 1989–2003
Mit den neuen Baukästen der Junior- und der Master-Serie wurde die Farbgebung der Bausteine verändert: Die Grundbausteine wurden nun schwarz, die Statikteile gelb, die Winkelsteine blieben rot. Auch die elektromechanischen Bauteile wie Leuchten und Motoren wurden überarbeitet und die Stromversorgung (Batteriekästen und Transformatoren) modernisiert. Als Nachfolger des hobby-Programms wendeten sich die Profi-Kästen an Kinder ab zwölf Jahren. Sie hoben sich durch eine schwarze Farbgebung der Verpackung deutlich vom übrigen Programm ab.
Mit dem Baukasten I’m walking von 1994 wurde das Thema Bionik aufgenommen. Im Unterschied zum Bionic Robots, der Version von 2001, beherrschten die sechs Krabbeltierchen allerdings lediglich den Geradeauslauf. 1997 gab es Solarkomponenten im Baukasten SOLAR SET. Dieser enthielt die Komponenten Motor, Solarmodul und einen Doppelschicht-Kondensator zum Zwischenspeichern der Energie. Mit dem Baukasten Mobile Robots lernten die computergesteuerten Fischertechnik-Modelle erstmals das Laufen. Im Folgejahr erschien die Fernsteuerung IR CONTROL SET, die auf Basis von Infrarotlicht arbeitete. Damit ließen sich drei Motoren steuern.

### 2004 bis heute

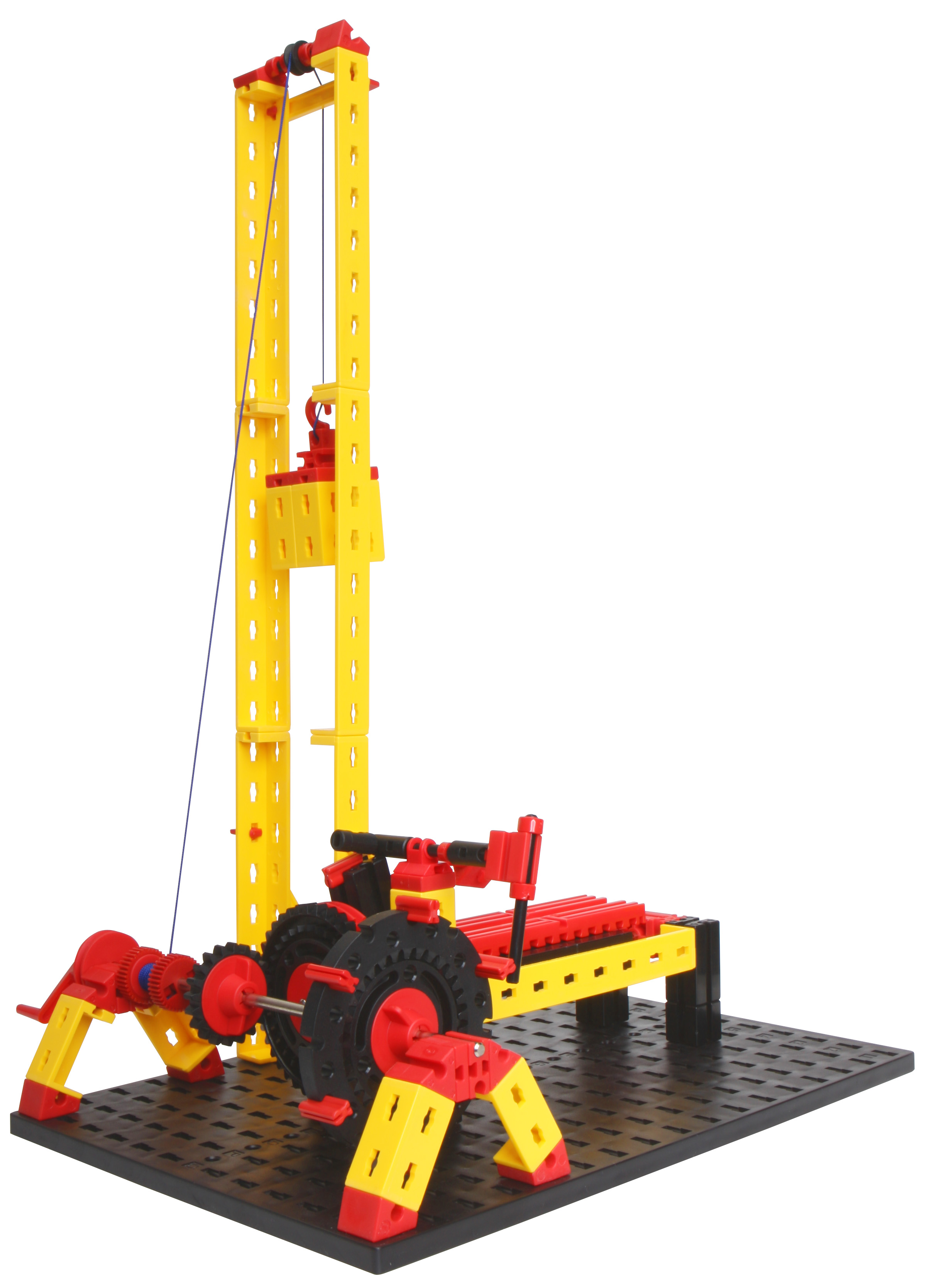
Ein Modell aus dem Baukasten PROFI da Vinci Machines thematisiert eine Erfindung Leonardo da Vincis.

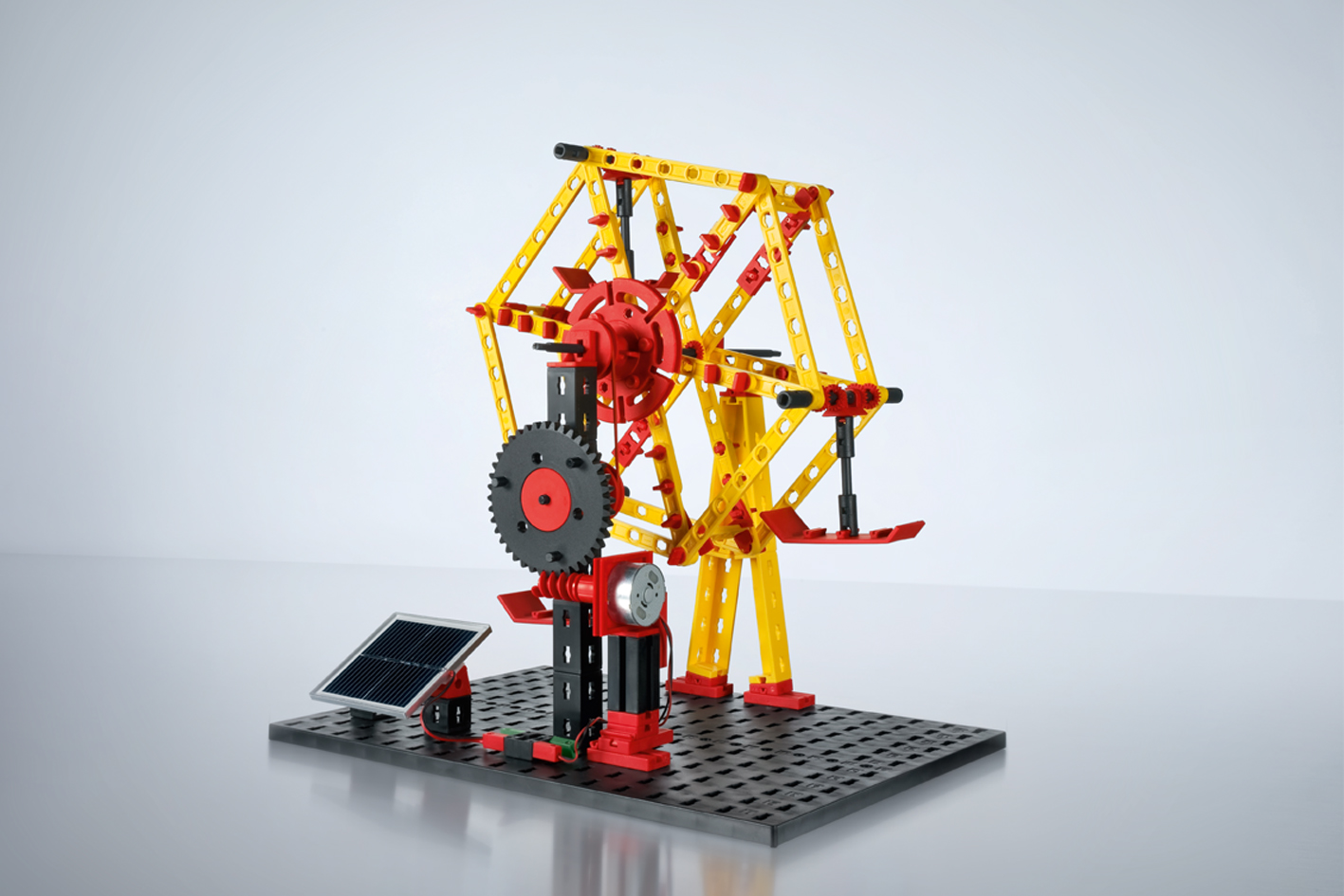
Über ein Photovoltaikmodul angetriebenes Riesenrad aus dem Baukasten PROFI Oeco tech

2004 wurde das Baukastensystem in die sechs Reihen JUNIOR (ab fünf Jahre), BASIC und ADVANCED (ab sieben Jahre), PROFI, COMPUTING und PLUS gegliedert. Wie zuvor werden aktuelle technische Entwicklungen als Themen für die Baukästen aufgegriffen, beispielsweise im Baukasten PROFI Oeco Tech (2009), der die regenerative Stromerzeugung, unter anderem mit einer Brennstoffzelle thematisiert und in den Baukästen der COMPUTING-Reihe (2009), in denen Roboter-Modelle mit der grafischen Software Robo Pro oder anderen Sprachen programmiert werden können. Mittlerweile sind auch Baukästen zu den Themen Pneumatik und Hydraulik erschienen, mit denen auch fahrbare Modelle mit dieser Technik gebaut werden können.

### TXT Controller
Im Jahr 2013 kam der Fischertechnik TXT Controller auf den Markt, der im Vergleich zum Vorgängermodell, dem TX Controller, über WLAN, eine Echtzeituhr, einen IR-Sender/Empfänger, einen Kameraeingang, einen Micro-SD-Karten-Slot zur Erweiterung des Speichers, einen Lautsprecher und ein farbiges 2,4″-Touch-Display verfügt. 2021 kam der TXT 4.0 Controller dazu, der ein farbiges Touchdisplay hat und Wischgesten unterstützt. Er hat 4 GB Festspeicher, 512 MB RAM, 8 Ausgänge und 8 Eingänge, 4 Zähleingänge und 2 USB Anschlüsse.
|                | TX | TXT | TXT 4.0 |
| -------------- | --- | --- | --- |
| Prozessor      | Atmel AT91SAM9260 32-bit, ARM9E, 200 MHz | TI AM3359 32-bit, ARM Cortex-A8, 600 MHz | ARM dual Cortex-A7 32-bit, 650 MHz, ARM Cortex-M |
| Speicher       | 8 MB RAM / 2 MB Flash | 256 MB RAM / 128 MB Flash a | 512 MB RAM / 4 GB eMMC |
| Display        | 128×64 Pixel, monochrom, 1,7″ | 240×320 Pixel, farbig, 2,4″, Touchscreen | 240×320 Pixel, farbig, 2,4″, Touchscreen |
| Ein-/Ausgänge  | - 8 Universaleingänge: Digital/Analog 0–9 V, Analog 0–5 kΩ - 4 schnelle Zähleingänge: Digital, Frequenz bis 1 kHz - 4 Motorausgänge 9 V/250 mA: Geschwindigkeit stufenlos regelbar, kurzschlussfest, alternativ 8 Einzelausgänge | - 8 Universaleingänge: Digital/Analog 0–9 V, Analog 0–5 kΩ - 4 schnelle Zähleingänge: Digital, Frequenz bis 1 kHz - 4 Motorausgänge 9 V/250 mA: Geschwindigkeit stufenlos regelbar, kurzschlussfest, alternativ 8 Einzelausgänge | - 8 Universaleingänge: Digital/Analog 0–9 V, Analog 0–5 kΩ - 4 schnelle Zähleingänge: Digital, Frequenz bis 1 kHz - 4 Motorausgänge 9 V/250 mA: Geschwindigkeit stufenlos regelbar, kurzschlussfest, alternativ 8 Einzelausgänge |
| Schnittstellen | Bluetooth 2.0 | Bluetooth 2.1 | Bluetooth 5.0 |
| Schnittstellen | I²C; RS-485 | I²C | I²C |
| Schnittstellen | – | - Infrarotschnittstelle - microSD-Karten-Slot - Echtzeituhr - WLAN 802.11 b/g/n - Lautsprecher | - microSD-Karten-Slot - USB 2.0 Host - WLAN 802.11 a/b/g/n - Lautsprecher |
| Größe          | 90 mm × 90 mm × 15 mm | 90 mm × 90 mm × 25 mm | 90 mm × 90 mm × 17,5 mm |

### Nebenlinien
In den 1970er-Jahren gab es mehrere Bau- und Experimentierkästen in den Bereichen Elektromechanik und Elektronik, die zwar in den Prospekten und Katalogen geführt wurden, aber keine anderen Baukästen des Fischertechnik-Programms voraussetzten. Moderne Fischertechnikkästen sind meist vollständig und setzen keine anderen Kästen voraus, doch sind sie immer mit den Teilen aus anderen Kästen des Systems kombinierbar.
- 1973 erschien mit den fischergeometric-Kästen eine eigenständige Serie von vier Baukästen für die Ausbildung in darstellender Geometrie, die nicht mit dem normalen Fischertechnik kompatibel waren.
- 1978 und 1979 erschienen zwei Kästen für den Bau von Flugzeugen (Jet und Jumbo-Jet).
- 1979 folgte die Bau-Spiel-Bahn, eine auf Fleischmann H0-Gleisen fahrende Eisenbahn aus Fischertechnik-Teilen. Die Bahn konnte sich am Markt nicht durchsetzen, die letzten Neuheiten dazu erschienen 1980.
- Unter der Bezeichnung fischerform waren ab 1980 eine Vielzahl von Artikeln für Kleinkinder erhältlich. Von Babyspielzeug für das Gitterbettchen über Holzpuzzles und „PerlBlocks“ (rasselnde, weil kugelgefüllte Plastikbausteine) bis hin zum eigentlichen fischerform, einem Baukastensystem für Kinder ab 4 Jahre.
- Unter der Bezeichnung Classic Line legte Fischertechnik zwei Sondermodelle von Dampfmaschinen auf: Die Dampfwalze um 1920 (1995) und Mobile Dampfmaschine (2000) mit Standplatten aus Massivholz und einer schwarz-roten Farbgebung.

### Pädagogik
Fischertechnik hatte von Beginn an auch einen pädagogischen Anspruch. So entstand bereits in den 1960er Jahren das Fischertechnik-Schulprogramm, aus dem sich die hobby-Linie entwickelte. In den hobby-Begleitheften wurden dem Leser ausführlich technische und physikalische Zusammenhänge mit Hilfe von Fischertechnik-Modellen erläutert.
Fischertechnik-Bausätze werden auch heute im Schulunterricht eingesetzt, von anderen Herstellern gibt es thematisierte Baukästen und Modelle als Ergänzungsangebot für technische und naturwissenschaftliche Fächer. Auch für die technische Ausbildung an Hochschulen und in der Industrie bietet Fischertechnik Industriemodelle an, wie Taktstraßen, Stanzmaschinen oder Transportbänder, auch hier sind Erweiterungen anderer Hersteller erhältlich.
Für seine Verdienste im Spielmittel-Bereich verlieh die Universität Gießen auf Initiative von dem Erziehungswissenschaftler Hans Mieskes dem Gründer und Firmeninhaber Artur Fischer im April 1976 den Ehrendoktor.

## Auszeichnungen
Fischertechnik wurde mehrfach ausgezeichnet:
- 1970 Oscar du Jouet (Frankreich)
- 2007 Der Bundesverband des Spielwareneinzelhandels und die TOP 10 Spielzeug-Jury nominierten den Baukasten ADVANCED Ships + More als TOP 10 Spielzeug.[10]
- 2008 Der Baukasten PROFI da Vinci Machines war in Belgien Spielzeug des Jahres. In Deutschland wurde der Baukasten für das Goldene Schaukelpferd nominiert.
- 2009 wurde der Baukasten PROFI Oeco Tech in der Kategorie „Spiel und Technik“ mit dem Goldenen Schaukelpferd ausgezeichnet.[11]
- 2010 wurde der Baukasten PROFI Technical Revolutions für das Goldene Schaukelpferd nominiert (Kategorie „Spiel und Technik“).
- 2011 wurde der Baukasten PROFI Dynamics vom Bundesverband des Spielwareneinzelhandels und den TOP 10 Spielzeug-Jury als TOP 10 Spielzeug und für das Goldene Schaukelpferd in der Kategorie „Spiel und Technik“ nominiert.
- 2012 wurde der Baukasten PROFI Pneumatic 3 vom Bundesverband des Spielwareneinzelhandels und den TOP 10 Spielzeug-Jury als TOP 10 Spielzeug und für das Goldene Schaukelpferd in der Kategorie „Spiel und Technik“ nominiert.
- 2013 wurde in Deutschland der Baukasten PROFI Oeco Energy als TOP 10 Spielzeug nominiert und der Baukasten PROFI Optics mit dem Goldenen Schaukelpferd in der Kategorie „Spiel und Technik“ ausgezeichnet.[12]
- 2014 erhielt der Kugelbahn-Baukasten PROFI Dynamic XL die Auszeichnung „Spielzeug des Jahres“ als Gesamtsieger und Sieger in der Kategorie „Spiel und Technik“ des Spielzeugpreises Goldenes Schaukelpferd.[13]
- 2015 wurde der Kugelparcours Baukasten PROFI Dynamic M mit dem Games4family Award ausgezeichnet.[14]
- 2019 erhielt der Baukasten „Funny Machines“, mit dem sich Kettenreaktionen bauen lassen, die Auszeichnung „Das Goldene Schaukelpferd“ in der Kategorie „Spiel und Technik“.[15]

## Fanclubs
- Der von Fischertechnik GmbH getragene Fischertechnik Fan Club hat nach Firmenangaben über 30.000 Mitglieder. Die Mitglieder erhalten zweimal im Jahr die Fan Club News mit der Vorstellung neuer Bauteile und Modelle sowie Informationen zu Aktionen und Messen. Einmal im Jahr lädt Fischertechnik die Fans zum Fischertechnik Fan Club Tag ins Waldachtal ein.
- Der Fischertechnikclub Nederland wurde 1991 gegründet. Er hat 300 (2008) Mitglieder, bringt jährlich zwei Ausgaben seines Clubblad (mit Übersetzung ins Deutsche) heraus, und trifft sich bei drei bis fünf Ausstellungen im Jahr.[16]
- Die Fischertechnik-Community ist eine 2001 gegründete Internetgemeinschaft, die ihre Modelle im Internet dokumentiert. Seit März 2011 gibt sie die kostenlose Quartalszeitschrift ft:pedia heraus.[17]